# Itgiyal, Aurad
Itgiyal là một làng thuộc tehsil Aurad, huyện Bidar, bang Karnataka, Ấn Độ.